# مسجد القبب (أبو عريش)
مسجد القبب هو أحد المساجد التاريخية في منطقة جازان، ويقع مسجد القبب التاريخي غرب محافظة أبو عريش، ويتكون من 18 قبة وثلاثة صفوف من القباب يتكون كل صف من ست قبب، وقد قام ببنائه الشريف حمود بن محمد الخيراتي أبومسمار في عهد الدولة السعودية الأولى بقبب محكمة العمارة من الجص والآجر.
ويعد المسجد تحفة معمارية مازالت قائمة منذ أكثر من أربعة قرون حيث وجدت بجانبه صخرة كتب عليها تاريخ البناء 1002 هـ حيث يعد شاهدا على تاريخ محافظة أبو عريش التي تقع في منتصف محافظات منطقة جازان، وقد أطلق عليه مسمى جامع القبب لأنه مسقوف بعدة قبب محكمة العمارة من الجص والأجر ويحتوي على مئذنة صغيرة في الركن الجنوبي منه والذي مايزال يحتفظ بطابعه الإسلامي المميز وطابعه الأثري.
وقد بناه الشريف حمود بن محمد الخيراتي أبومسمار في عهد الدولة السعودية، وقد قام ببناء جزء منه وتوفي دون إتمامه وأتم بناؤه من بعده الشريف الحسين بن حيدر بن محمد وقد أقيمت أول صلاة فيه سنة 1248 هـ.

## التكوين المعماري
يتميز مسجد القباب ببنائه على طراز معماري فريد، ويتميز بكثرة القباب والعقود الدائرية، وقد بني المسجد من الآجر وتبلغ مساحته الكلية نحو 1052م2، ويتسع إلى نحو 600 مصل، ويتكون المسجد من بيت للصلاة وهو الجزء القديم من المسجد وجزء التوسعة الحديث يقع جنوب بيت الصلاة والذي اضيف لاستيعاب اعداد المصلين ومصلى للنساء يقع جنوب غرب المسجد ومستودع وغرفة للامام وللمسجد مئذنة مربعة الشكل يبلغ ارتفاعها نحو 6 م من سطح الأرض.
المئذنة:
تقع شرق المسجد أعلى بيت الصلاة، ويبلغ ارتفاعها من سطح المسجد نحو مترين وهي مربعة الشكل ومفرغة من الداخل ويبلغ طول ضلعها نحو 1.5م، ويتركز سقفها على أربعة أعمدة مستطيلة تحمل عقوداَ دائرية محمل عليها قبة نصف كروية.
بيت الصلاة:
يعتبر بيت الصلاة هو المكون الرئيس للمسجد وهو مستطيل الشكل تبلغ مساحته نحو 375م2، ويتكون من ثلاثة أروقة موازية لحائط القبلة ويرتكز سقفه على أعمدة حجرية مستديرة تحمل عقوداً دائرية محمل عليها قباب كروية، ويتوسط المحراب المنبر وحائط القبلة.
التوسعة الحديثة للمسجد:
يقع جزء التوسعة جنوب المسجد، وهو مستطيل الشكل تبلغ مساحته نحو 332م2، ويتكون من رواقين موازيين لحائط القبلة، ويرتكز سقفه على أعمدة حديدية مستديرة الشكل محملا عليها سقف من ألواح الحديد، ويحتوي على مدخلين للمسجد وبه مدخل لمصلى النساء بالإضافة إلى ست نوافذ موزعة على حواطئه الخارجية.
مصلى النساء:
يقع مصلى النساء جنوب غرب المسجد، وتبلغ مساحته نحو 56م2، ويتكون من غرفة مستطيلة الشكل يرتكز سقفها على حوائط المسجد ويحتوي على مدخلين أحدهما يؤدي إلى خارج المسجد والثاني يؤدي يؤدي إلى مصلى الرجال، كما توجد به نافذتنا تقعان بالحائط الغربي للمصلى، وملحق بمصلي النساء دورة مياه تقع جنوب المصلى.
المحراب والمنبر:
المحراب مجوف الشكل ويعلوه عقد دائري ويقع المنبر على يمين المحراب، وهو مجوف الشكل ويعلوه عقد دائري وبه جلسة لجلوس الامام.
الأبواب:
يحتوي المسجد على عشرة أبواب حديدة موزعة على فراغات المسجد واغلبها مشغولات حديدة بأشكال وتكوينات مختلفة.
النوافذ والفتحات:
يحتوي مسجد القباب على ثماني نوافذ مستطيلة الشكل موزعة على حوائط المسجد الخارجية وتتكون النافذة من ظلفتين من الزجاج والالوميتال كما يحتوي المسجد على العديد من التجاويف بحوائط بيت الصلاة تعلوها عقود دائرية تستخدم لوضع المصاحب والكتب الدينية.
الأعمدة:
يحتوي المسجد على 15 عموداً مستديراً تحمل سقف بيت الصلاة والأعمدة موزعة على ثلاث صفوف وتحمل عقوداً دائرية، وتم تكسيتها من الخارج بالسيراميك
القباب:
يحتوي المسجد على 18 قبة كروية مبنية من الآجر تغطي سطح بيت الصلاة بالكامل، وهي متساوية في الحجم ويبلغ قطر كل منها نحو 4.25م.

## صور

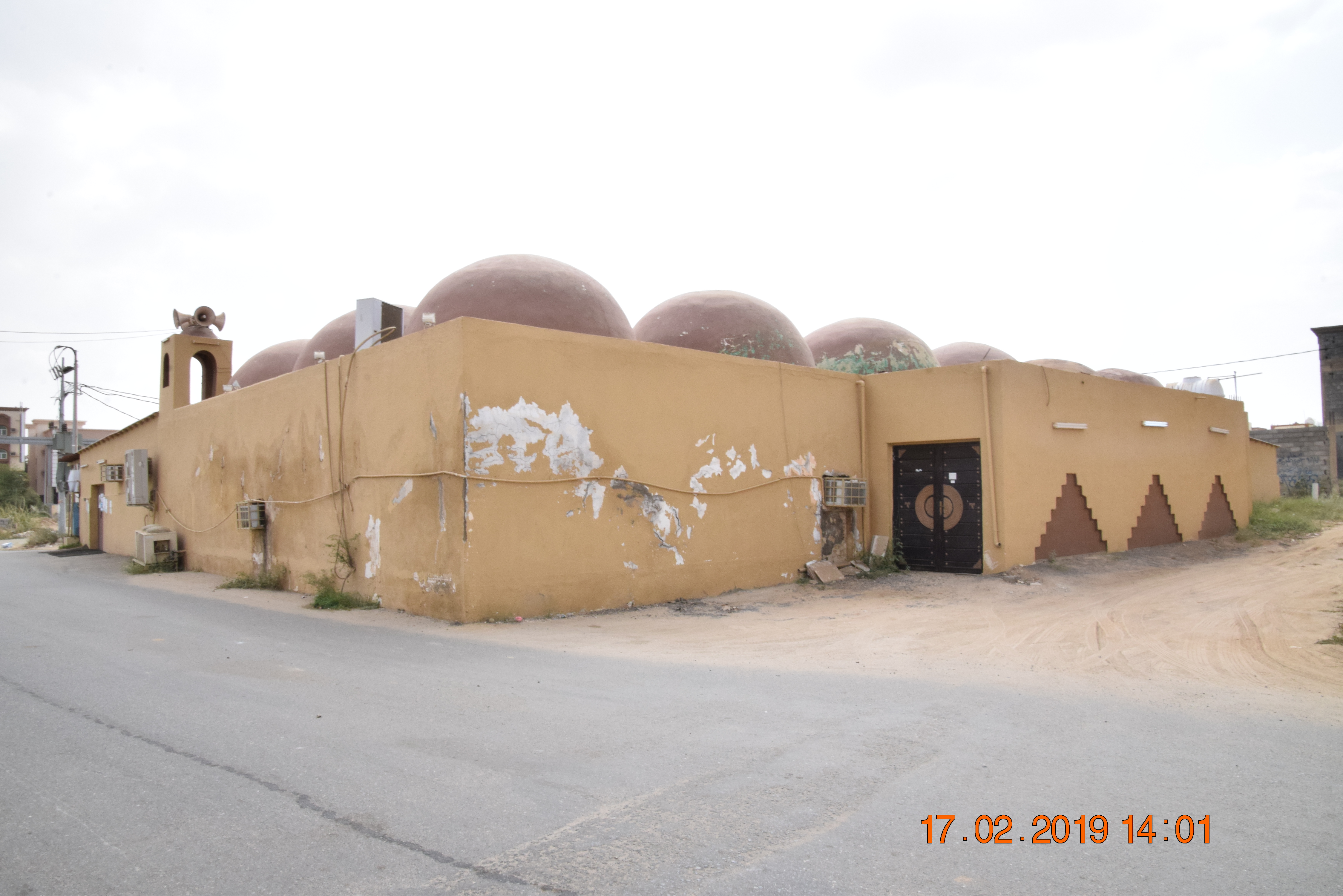